# Avec les compliments de Charlie
Pour plus de détails, voir Fiche technique et Distribution.
Avec les compliments de Charlie (Love and Bullets) est un film américano-britannique réalisé par Stuart Rosenberg, sorti en 1979.

## Synopsis
Lieutenant de police au bureau des enquêtes criminelles, Charlie Congers s’intéresse à la mort de la fiancée d'un agent de police des suites d'une overdose...

## Fiche technique
- Titre français : Avec les compliments de Charlie
- Titre original : Love and Bullets
- Réalisation : Stuart Rosenberg & John Huston (non crédité)
- Scénario : John Melson &  Wendell Mayes
- Musique : Lalo Schifrin
- Photographie : Fred J. Koenekamp & Anthony B. Richmond
- Montage : Michael F. Anderson
- Production : Pancho Kohner
- Sociétés de production : Incorporated Television Company & Sir Lew Grade
- Société de distribution : Associated Film Distribution
- Pays :  Royaume-Uni,  États-Unis
- Langue : Anglais
- Format : Couleur - Mono - 35 mm - 1.85:1
- Genre : Policier, Action
- Durée : 103 min
- Date de sortie :
  - Royaume-Uni : Mars 1979
  - France : 14 août 1979
  - États-Unis : 14 septembre 1979 (New York)

## Distribution
- Charles Bronson (VF : Claude Bertrand) : Charlie Congers
- Jill Ireland (VF : Sylvie Feit) : Jackie Pruit
- Rod Steiger (VF : William Sabatier) : Joe Bomposa
- Henry Silva (VF : Jacques Thébault) : Vittorio Farroni
- Strother Martin (VF : Henri Labussière) : Louis Monk
- Val Avery (VF : Yves Barsacq) : Caruso
- Bradford Dillman (VF : Roger Rudel) : Brickman
- Michael V. Gazzo (VF : Georges Atlas) : Lobo
- Paul Koslo : Huntz
- Albert Salmi (VF : Henri Poirier) : Andy Minton
- Sam Chew Jr. : Cook
- Billy Gray (VF : Philippe Ogouz) : Durant
- Robin Clarke : L'agent George
- Andy Romano (VF : Guy Chapellier) : L'agent Marty
- Jerome Thor (VF : Jean-Claude Michel) : Sénateur
- Joseph Roman : Coroner
- John Hallam : Cerutti